# تناثري
قصيدة كتبها ميخائيل نعيمة في ديوانه همس الجفون سنة 1943 في بلاد الغربة, وتصنف من القصائد المهجرية التي احتوت تجديدا من حيث البناء والموضوع بالنسبة إلى الشعر القديم، ففيها تنوع في القافية، وتقسيم إلى مقطوعات، وتكرار، كما أنها تتناول موضوعًا واحدًا جديدًا، وتحاكي القصيدة أوراق الأشجار التي تسقط في فصل الخريف، غنت فيروز هذه القصيدة في منتصف القرن العشرين، وكثير من القصائد التي غنتها فيروز.
""كلمات القصيدة""
تناثري تناثري 
يا بهجة النظر
يا مرقصَ الشّمس
ويا أرجوحة القمرْ
يا أرغن الليل
ويا قيثارة السـحر
يا رمز فكر حائر
ورسم روح ثائر
يا ذكرَ مجدٍ غابرٍ
قد عافكِ الشّجر
ْ
تناثري تناثري
تعانَقي وعانِقي
أشــباح ما مضى
وزوِّدي أنــظارَك
من طلعةِ الفظا
هيهات أم هيهات
أنْ يُعود ما انقضى
وبعد أن تفارقي
أتراب عهد ســابق
سيري بقلب خافق
في موكب القضا
تعانَقي تعانَقي
سيري ولا تُعاتبي
لا ينفعُ العتــابْ
ولا تلومي الغُصن
والرياح والسَّحابْ
فهي إذا خاطبتِها
لا تُحسنُ الجوابْ
والدهر ذو العجائب
وباعث النوائب
وخانق الرغائب
لايفهم الخطاب
سيري ولا تُعاتبي
عودي إلى حضن الثّرى
وجدِّدي العُهودْ
وانسَيْ جمالاً قد ذوى
ما كان لن يعُودْ
كم أزهرتْ من قبلكِ
وكم ذَوَتْ ورُودْ
فلا تخافي ما جرى
ولا تلومي القدرا
عُودي إلى حضن الثّرى